# جبريل فالنتين
جبريل فالنتين (بالإنجليزية: Gabriel Valentin)‏ (و. 1810 – 1883 م) هو عالم وظائف الأعضاء، وأستاذ جامعي من الإمبراطورية الألمانية، وسويسرا، ولد في فروتسواف، وكان عضوًا في الأكاديمية الأمريكية للفنون والعلوم، والأكاديمية الألمانية للعلوم ليوبولدينا، توفي في برن، عن عمر يناهز 73 عاماً.

## التعليم
تعلم في جامعة فروتسواف.